# 北海道道74号穂別鵡川線
北海道道74号穂別鵡川線（ほっかいどうどう74ごう ほべつむかわせん）は、北海道勇払郡むかわ町を通る道道（主要地方道）である。

## 概要
勇払郡むかわ町穂別稲里の国道274号交点からむかわ町宮戸の国道235号交点を結ぶ。

### 路線データ
- 起点：北海道勇払郡むかわ町穂別稲里（国道274号交点）
- 終点：北海道勇払郡むかわ町宮戸（国道235号交点）
- 総延長：47.070 km[1]
- 実延長：40.562 km[1]
- 重用延長：6.508 km[1]

## 歴史
- 1965年（昭和40年）4月1日 - 518号として路線認定[2]。
- 1993年（平成5年）5月11日 - 建設省から、道道穂別鵡川線・道道夕張平取線の一部が穂別鵡川線として主要地方道に指定される[3]。
- 1994年（平成6年）10月1日 - 路線番号を74号に変更[4]。

## 路線状況

### 重複区間
- 北海道道59号平取厚真線：むかわ町穂別仁和 - むかわ町生田

### 道路施設
主な橋梁
- 稲里橋（穂別川）= むかわ町穂別稲里
- キウス橋（穂別川）= むかわ町穂別
- 炭住橋（穂別川）= むかわ町穂別
- 茂別橋（穂別川）= むかわ町穂別
- 穂別橋（鵡川）= むかわ町穂別
- イナエップ橋（イナエップ沢 = 鵡川支流）= むかわ町穂別仁和

## 地理
穂別川・鵡川に沿って通る。

### 通過する自治体
- 胆振総合振興局
  - 勇払郡むかわ町

### 交差する道路
むかわ町
- 国道274号 - 穂別稲里（起点）
- 北海道道933号北進平取線 - 穂別
- 北海道道131号平取穂別線 - 穂別
- 北海道道59号平取厚真線 - 穂別仁和、生田（重複）
- 北海道道983号米原田浦線 - 米原
- 国道235号 - 宮戸（終点）

### 沿線にある施設など
むかわ町
- 稲里簡易郵便局
- 穂別郵便局
- とまこまい広域農業協同組合（JAとまこまい広域）穂別支所
- 苫小牧信用金庫鵡川支店穂別代理店
- むかわ町役場穂別総合支所
- 穂別スポーツセンター
- 似湾郵便局
- むかわ町立宮戸小学校